# Holisme de confirmation
En philosophie des sciences, le holisme de confirmation, également appelé holisme confirmationnel ou holisme épistémologique, est l'opinion selon laquelle aucune affirmation individuelle ne peut être confirmée ou infirmée par un test empirique, mais plutôt que seul un ensemble d'affirmations (une théorie entière) peut l'être. Il est attribué à Willard Van Orman Quine qui motive son holisme en étendant le problème de sous-détermination de Pierre Duhem en théorie physique à toutes les revendications de connaissance,. 
L'idée de Duhem est, en gros, qu'aucune théorie, quelle qu'elle soit, ne peut être testée isolément, mais seulement lorsqu'elle est intégrée dans un contexte d'autres hypothèses, par exemple des hypothèses sur les conditions initiales. Quine pense que ce contexte implique non seulement de telles hypothèses, mais aussi tout notre réseau de croyances, qui comprend, entre autres, nos théories mathématiques et logiques et nos théories scientifiques. Cette dernière affirmation est parfois connue sous le nom de thèse Duhem-Quine . 
Une affirmation connexe de Quine, bien que contestée par certains (voir Adolf Grünbaum 1962), est qu'on peut toujours protéger sa théorie contre la réfutation en attribuant l'échec à une autre partie de notre réseau de croyances. Selon ses propres mots, "Toute déclaration peut être considérée comme vraie quoi qu'il arrive (en), si nous procédons à des ajustements suffisamment drastiques ailleurs dans le système".

## Sous-détermination en théorie physique
En 1845, les astronomes découvrent que l’orbite de la planète Uranus autour du Soleil s’écarte des attentes. Cependant, sans conclure que la loi de la gravitation universelle de Newton est erronée, les astronomes John Couch Adams et Urbain Le Verrier prédisent indépendamment une nouvelle planète, finalement connue sous le nom de Neptune, et calculent même son poids et son orbite grâce à la théorie de Newton. Et pourtant, ce succès empirique de la théorie de Newton n'a pas non plus vérifié la théorie de Newton.
Le Verrier rapporte que le périhélie de Mercure – le sommet de son ellipse orbitale la plus proche du Soleil – avance à chaque fois que Mercure complète une orbite, un phénomène non prédit par la théorie de Newton, dans laquelle les astrophysiciens sont si confiants qu'ils prédisent une nouvelle planète. nommé Vulcain, qu'un certain nombre d'astronomes prétendirent par la suite avoir vue. En 1905, cependant, la théorie de la relativité restreinte d'Einstein affirme que l'espace et le temps sont tous deux relatifs, réfutant le cadre même de la théorie de Newton qui affirme que l'espace et le temps sont tous deux absolus.
En 1915, la théorie de la relativité générale d'Einstein explique la gravitation tout en prédisant avec précision l'orbite de Mercure. En 1919, l'astrophysicien Arthur Eddington mène une expédition pour tester la prédiction d'Einstein selon laquelle la masse du Soleil remodèlerait l'espace-temps à proximité. La Royal Society annonce une confirmation – acceptée par les physiciens comme la chute de la théorie de Newton. Pourtant, peu de physiciens théoriciens croient que la relativité générale est une description fondamentalement précise de la gravitation et recherchent plutôt une théorie de la gravité quantique. 

## Holisme total ou partiel
Certains chercheurs, comme Quine, soutiennent que si une prédiction formulée par une théorie s'avère vraie, alors l'élément de preuve correspondant confirme la théorie dans son ensemble et même l'ensemble du cadre dans lequel cette théorie est ancrée. Certains ont remis en question cette forme radicale ou totale de holisme confirmationnel. Si le holisme total était vrai, affirment-ils, cela entraînerait des conséquences absurdes comme la confirmation de conjonctions arbitraires. Par exemple, si la théorie de la relativité générale est confirmée par le périhélie de Mercure, alors, selon le holisme total, la conjonction de la théorie de la relativité générale avec l'affirmation selon laquelle la lune est faite de fromage est également confirmée. De manière plus controversée, les deux conjonctions sont censées être confirmées dans une mesure égale.
Les critiques du holisme total ne nient pas que les preuves puissent largement étendre leur soutien. Au contraire, ils nient qu’il étende toujours son soutien à l’ensemble de toute théorie ou cadre théorique qui implique ou prédit de manière probabiliste la preuve. Cette vision est connue sous le nom de holisme partiel. Adolf Grünbaum (1962) est l’un des premiers défenseurs du holisme confirmationnel partiel. Un autre est Ken Gemes (en) (1993). Ce dernier apporte des améliorations au récit hypothético-déductif de la confirmation, en faisant valoir qu'un élément de preuve peut être pertinent du point de vue de la confirmation uniquement pour certaines parties du contenu d'une hypothèse. Un troisième critique est Elliott Sober (2004). Il considère les comparaisons de vraisemblance et les idées de sélection de modèles. Plus récemment, et dans la même veine, Ioannis Votsis (2014) plaide en faveur d'une vision objectiviste de la confirmation, selon laquelle les hypothèses monstrueuses, c'est-à-dire les hypothèses grossièrement assemblées de manière ad hoc ou arbitraire, ont des barrières internes. qui empêchent la propagation de la confirmation entre leurs parties. Ainsi, même si la conjonction de la théorie de la relativité générale avec l'affirmation selon laquelle la lune est faite de fromage est confirmée par le périhélie de Mercure puisque ce dernier est impliqué par la conjonction, la confirmation ne s'étend pas à la conjonction selon laquelle la lune est faite de fromage. En d’autres termes, le soutien ne s’étend pas toujours à toutes les parties d’une hypothèse, et même lorsque c’est le cas, il n’est pas toujours vrai qu’il s’étend aux différentes parties dans une mesure égale.